# Menticirrhus
Menticirrhus (engl. kingcroakers oder kingfishes) sind eine Gattung von Umberfischen ohne Schwimmblase.

## Merkmale
Am größten wird Menticirrhus undulatus (ca. 70 cm, 4 kg schwer, 8 Jahre alt), die anderen Arten erreichen 50 cm. Eine Schwimmblase fehlt. Die Tiere haben somit keine Möglichkeit des Trommelns, sind also stumm – die Bezeichnung „king croakers“ bezieht sich daher nur auf die Ähnlichkeit (Verwandtschaft), nicht auf Funktionalität. Dennoch merkt man beim Fang mitunter leises Knurren – eigentlich zu erwarten, dass ein Tier, dessen Vorfahren einst Laute produzieren und sie auch wahrnehmen konnten, darauf nicht mehr völlig verzichtet; das Knurren (nicht durch Schwimmblase verstärkt) entsteht nun durch Pharyngealzähne-Knirschen.
Die Schwanzflosse ist oft deutlich unsymmetrisch: die dorsale Hälfte ist etwas konkav eingezogen, die ventrale aber konvex zugerundet (der Hinterrand der Caudale ist also S-förmig). Färbung: meist graubraun marmoriert. Alle haben an der Kinnspitze eine recht steife Bartel (mit Sinneskanalporus).
Die Mundbezahnung ist schwach, es findet sich aber ein pharyngeales Quetschgebiss.
Die Schreibung "Menticirrhus" ist eigentlich falsch und man findet oft die (etymologisch richtige) Menticirrus; für die biologische Nomenklatur gilt aber nur die Erstbeschreibung (auch wenn sie philologisch unrichtig ist). Zugrunde liegen mentum "Kinn" und cirrus "Locke, Büschel, Bartel" (nicht aber κιρρός, das man traditionellerweise mit cirrhus umschreiben müsste, "gelblich"; ob cirrus mit κιρρός zusammenhängt, ist fraglich).

## Lebensweise
Ihre Nahrung sind vorwiegend Würmer, Muscheln und Krabben auf oder in Sand und Schlamm. Durch die fehlende Schwimmblase sind sie gut ans Benthal angepasst. Sie finden sich daher sogar in sehr seichtem Wasser, wo die durch Wellenschlag verursachte Strömung sie nicht leicht wegschwemmt. Die Schwanzflosse ist durch Vorstrahlen verstärkt.
Durch die fehlende Schwimmblase können sie wiederum auch nicht ihre Geschlechtspartner „zusammentrommeln“, sondern sind auf lokale, optische Reize (hohe erste Rückenflosse; D1 X) angewiesen. 
Eier und Larven entwickeln sich im Sommer pelagisch, die Jungfische ziehen oft Brackwasser (Flussmündungen) vor. Der Fisch ist kälteempfindlich, Kältevorstöße können Massensterben verursachen. Im Sommer dehnen Arten durch Wanderungen entlang den Küsten ihre Gebiete aus und ziehen sich im Herbst wieder zurück.

## Verbreitung
Fünf Arten leben im östlichen Pazifik von der Küste Kaliforniens bis Perus, die übrigen im westlichen Atlantik zwischen New York und Argentinien (aber nur z. T. sympatrisch), was beweist, dass Mittelamerika voreiszeitlich keine ständige Landbrücke darstellte. 

## Nutzung
Alle Arten sind gute, einige wichtige Speisefische; Sportangler stellen ihnen gerne nach. 

## Arten
- Menticirrhus americanus (Linnaeus, 1758)
- Menticirrhus elongatus (Günther, 1864)
- Menticirrhus littoralis (Holbrook, 1847)
- Menticirrhus nasus (Günther, 1868)
- Menticirrhus ophicephalus (Jenyns, 1840)
- Menticirrhus paitensis Hildebrand, 1946
- Menticirrhus panamensis (Steindachner, 1877)
- Menticirrhus saxatilis (Bloch & Schneider, 1801)
- Menticirrhus undulatus (Girard, 1854)